# Symbolanthus
Symbolanthus es un género  de plantas con flores perteneciente a la familia Gentianaceae. Comprende 47 especies descritas y de estas, solo 19 aceptadas.  Se distribuye desde Costa Rica a Perú, a lo largo de las cordilleras.

## Descripción
Son arbustos o rara vez árboles pequeños o muy rara vez hierbas; con tallos 4-angulados y generalmente por lo menos ligeramente alados. Hojas opuestas, enteras, simples, decusadas; láminas ovadas a elípticas u oblongas, membranáceas a coriáceas, la base atenuada, el ápice redondeado a acuminado; pecíolos ausentes o casi ausentes. Inflorescencias terminales o rara vez axilares, dicasios paucifloros o flores solitarias. Flores pediceladas, 5-partido excepto por el pistilo 2-carpelado; tubo del cáliz superficialmente campanulado, los lobos aquillados y alargados; corola anchamente infundibuliforme a hipocraterimorfa, rosada, rosácea o purpúrea, el tubo internamente con un anillo carnoso dentado justo por debajo del punto de inserción de los estambres, los lobos anchamente oblongos a obovados, patentes a fuertemente ascendentes; estambres 5, del largo del tubo o más largos que éste, los filamentos insertados en el 1/3 proximal del tubo de la corola, filiformes pero basalmente expandidos, las anteras sagitadas, el polen en tétradas; ovario 1-locular con placenta parietal, el estilo alargado, generalmente algo más largo que el tubo de la corola, el estigma 2-lobado con cada lobo aplanado y oblongo a linear. Cápsulas septicidalmente 2-valvadas, ovoides a anchamente elipsoides; coronadas con por lo menos la base del estilo persistente y parcialmente envueltas por el cáliz persistente; semillas numerosas, tuberculadas.

## Taxonomía
El género fue descrito por  George Don y publicado en A General History of the Dichlamydeous Plants 4: 210. 1837.

## Especies seleccionadas
- Symbolanthus anomalus
- Symbolanthus aracamuniensis
- Symbolanthus aureus
- Symbolanthus baltae
- Symbolanthus brittonianus
- Symbolanthus calygonus